# Chorthippus caporiaccoi
Chorthippus caporiaccoi är en insektsart som beskrevs av Salfi 1934. Chorthippus caporiaccoi ingår i släktet Chorthippus och familjen gräshoppor. Inga underarter finns listade i Catalogue of Life.